# Cyrtorhyncha ranunculina
Cyrtorhyncha ranunculina Nutt. – gatunek rośliny z rodziny jaskrowatych (Ranunculaceae Juss.). Występuje endemicznie w Stanach Zjednoczonych – w Kolorado, północnej części Nowego Meksyku, w północno-wschodnim Utah oraz w południowej części Wyoming. 

## Morfologia
PokrójBylina o lekko owłosionych pędach. Dorasta do 10–60 cm wysokości.
LiścieW zarysie mają kształt od owalnego do półokrągłego, złożone z segmentów eliptycznych i liniowych. Mierzą 2,5–8,5 cm długości oraz 2–8,5 cm szerokości.
KwiatySą pojedyncze. Pojawiają się na szczytach pędów. Mają 5 eliptycznych działek kielicha, które dorastają do 3–6 mm długości. Mają 6 lub mniej płatków o długości 3–8 mm (zdarza się, że są pozbawione płatków).
OwoceNagie niełupki o długości 2–4 mm. Tworzą owoc zbiorowy – wieloniełupkę o kształcie od kulistego do półkulistego. Dorastają do 6–7 mm długości.

## Biologia i ekologia
Rośnie w zaroślach i na trawiastych zboczach. Występuje na wysokości od 1700 do 2600 m n.p.m. Kwitnie od kwietnia do sierpnia.